# Bujta repa
Bujta repa spada med prekmurske narodne jedi in je samostojna jed, ki se je tradicionalno pripravljala v času kolin. Ime jedi je povezano z zakolom prašiča: »bujta« v prekmurščini pomeni »ubita«.
Osnovne sestavine so svinjsko meso, kisla repa in prosena kaša. Začini se s česnom in čebulo. 